# Rudolph Dulon

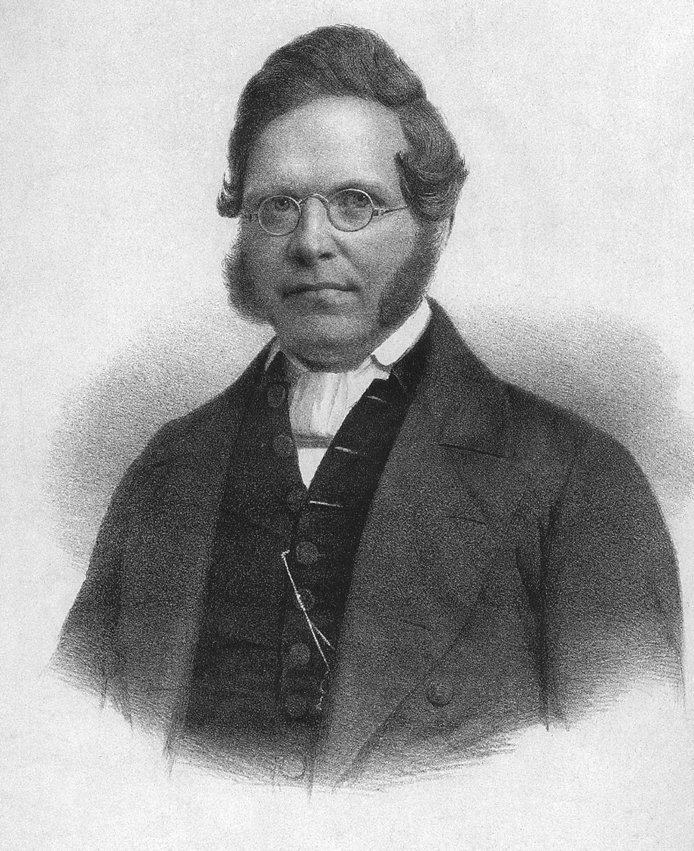
Porträt Rudolph Dulons von Friedrich Jentzen

Rudolph Dulon (* 30. April 1807 in Stendal; † 13. April 1870 in Rochester (New York)) war ein deutscher Theologe, Pädagoge und demokratischer Revolutionär.  

## Biografie
Dulon, aus einem französisch-schweizerischen Adelsgeschlecht stammend, war der Sohn eines Postdirektors aus der Familie des Flötisten Friedrich Ludwig Dulon. Er studierte Theologie an der Universität Halle. 1831 war er Rektor in Werben, 1836 Prediger in Flessau bei Osterburg und ab 1843 Prediger einer deutsch-reformierten Kirche in Magdeburg. Hier wirkte er in der innerkirchlichen Oppositionsgruppe Lichtfreunde, einem Verein von Protestanten. Er vertrat religiöse Positionen des Supranaturalismus und die der demokratischen Radikalen, teils auch im Sinne von Pierre-Joseph Proudhon.
Am 15. Juni 1848 wurde er zum 2. Pastor an der Bremer Kirche Unser Lieben Frauen gewählt. Zunächst hielt er sich politisch noch zurück, wurde aber dann der führende Vertreter in Bremen bei den radikalen Demokraten in der Zeit der Deutschen Revolution von 1848/49. Er war Herausgeber der Tages-Chronik und des Weckers. 1849 brachte er sein zweibändiges Hauptwerk Vom Kampf um Völkerfreiheit heraus. Im November 1849 gewährte er Arnold Ruge (1802–1880) von den radikalen Linken in Frankfurt am Main und kurze Zeit Chef der Berliner Reform ein Bleiberecht bei der Kirche vor der drohenden Verhaftung und brachte ihn beim Marschendichter Hermann Allmers unter. Von seinem Exil in Brighton schrieb Ruge weiter für Dulon in dessen Tages-Chronik, bis diese am 20. Mai 1851 verboten wurde. Unterstützt wurde Dulon auch durch die Frauenrechtlerin Marie Mindermann, die für ihn 1851/52 verschiedene anonyme Schriften verfasste. 
Einige seiner Kirchengemeindemitglieder klagten den streitbaren Geistlichen 1851 wegen seiner Lehren an, die Mehrheit der Gemeinde unterstützte ihn aber. Nachdem der Senat der Freien Hansestadt Bremen um 1851/52 die demokratische Bewegung niederschlagen konnte, wurde er auf der Grundlage eines Gutachtens der Theologiefakultät der Universität Heidelberg am 19. April 1852 vom Senat abgesetzt. 
Dulon emigrierte zunächst zum damals englischen Helgoland, um dann 1853 in die USA auszuwandern. Er wurde Pfarrer einer unabhängigen Gemeinde in New York City. Er gab eine Reihe von Schriften für die Verbreitung einer freien Religion heraus. 1855 kaufte er die Feldner School in New York, die zur ersten deutsch-amerikanischen Schule der USA wurde. Von 1866 bis zu seinem Tod leitete Dulon eine Realschule in Rochester (New York).  
Seine Tochter Elise Dulon heiratete den aus Baden stammenden, späteren Bürgerkriegsgeneral Franz Sigel (1824–1902), der zeitweise an der Schule von Dulon unterrichtete. Sie ist in der Bronx in New York beerdigt. 
Ehrungen
- Der Dulonweg in Bremen-Obervieland wurde nach ihm benannt.

## Werke
- Vom Kampf um Völkerfreiheit. Ein Lesebuch für’s deutsche Volk. Geisler, Bremen 1849–50.
- Der Tag ist angebrochen. A.D. Geisler, Bremen 1852.
- Aus Amerika über Schule, deutsche Schule, amerikanische Schule und deutsch-amerikanische Schule. Winter, Leipzig und Heidelberg 1866.